# Strandskräppa
Strandskräppa (Rumex maritimus) är en slideväxtart som beskrevs av Carl von Linné. Strandskräppa ingår i släktet skräppor, och familjen slideväxter. Enligt den finländska rödlistan är arten starkt hotad i Finland. Arten är reproducerande i Sverige. Artens livsmiljö är öppna översvämningsstränder med finsediment vid sötvatten och på havsstränder..

## Underarter
Arten delas in i följande underarter:
- R. m. maritimus
- R. m. ochotskius